# Giuseppe Parini
Giuseppe Antonio Maria Gaetano Parini (22. května 1729 – 15. srpna 1799) byl italský básník, kněz a politik.

## Život
Pocházel z chudé rodiny, stal se knězem, ze zdravotních důvodů ale nemohl jako kněz sloužit, živil se proto (mimo malou prebendu a dědictví) jako domácí učitel.
První básně vydal v roce 1752 a brzy po jejich vydání se stal poměrně známým. Po smrti otce v roce 1759 musel ze svého skromného platu živit navíc i matku. Zachránila ho pomoc šlechtických příznivců, díky kterým byl hmotně zabezpečen profesurou a zvolením do několika literárních akademií.
Brzy po profesuře vydal své stěžejní dílo, rozsáhlou satiru Den (Il giorno, 1763), která mu brzy získala uznání a literární slávu, přesto byly jeho finanční podmínky velmi skromné. Díky podpoře šlechtických příznivců, zejm. tehdejšího ministra Kounice, se ale zvyšovala jeho funkce i životní úroveň.
Přes stálé zhoršování zdravotního stavu se angažoval ve vlasteneckém a společenském životě, v roce 1796, po vpádu Napoleona do Itálie se stal dokonce členem milánské městské rady, odkud odešel až po uklidnění situace v roce 1799. Brzy na to zemřel.

## Dílo
Přes podporu habsburské vlády v Lombardii byl Parini zastáncem rovnosti, demokracie a idejí francouzské revoluce. Jeho dílo vyniká originalitou a duchaplností a také ostrým satirickým tónem. Již za jeho života bylo velmi oblíbené a známé, vzbudilo mnoho napodobenin, zároveň však řadu sporů.
Hlavním Pariniho dílem je rozsáhlá v blankversu psaná satirická skladba Den (Il giorno), líčící sarkasticky úpadkovou morálku soudobé šlechty, její módu a pozérství na podkladě podrobného líčení jediného dne šlechtického mladíka. V celku bylo toto dílo vydáno až po autorově smrti v roce 1804. První vydání mělo rozsah celých šest svazků.
Mezi další díla patří prózou psaný dialog O šlechtě, líčící záhrobní rozhovor urozeného šlechtice a chudého básníka, a celá řada drobnějších lyrických básní, zejména ód.
Do češtiny přeložil celou řadu Pariniho děl (včetně celého Dne) Jaroslav Vrchlický, některé překlady ale nebyly publikovány.